# Veronica beccabunga
La verónica acuática o bacabunga (Veronica baccabunga) es una planta de la familia de las plantagináceas. Es originaria de Europa y el norte de África. Se utiliza como planta medicinal como depurativa y diurética.

## Descripción
Es una especie perenne, rastrera, glabra, de lugares muy húmedos, arraiga en los nudos, de hojas gruesas, redondeadas a oblongas, pecioladas. Flores azul pálido a oscuro, 5-7 mm de diámetro, en inflorescencias espiciformes desde las axilas de las hoja superiores. Florece en primavera y verano.

## Hábitat
Habita en acequias, arroyos, pantanos y prados encharcados con influencia nitrófila.

## Distribución
En toda Europa y norte de África.

## Historia
Culpeper dice "Los berros y la verónica acuática se usan conjuntamente en las dietas de bebida con otras cosas que sirven para purgar la sangre y el cuerpo de todos los humores insanos que podrían destruir la salud, siendo además útil para el escorbuto. Todo ello provoca la orina y rompe las piedras, ayudando a que pasen hacia abajo. Si se fríen con mantequilla y vinagre y se aplica caliente, ayuda a toda suerte de tumores, hinchazones e inflamaciones".

## Taxonomía
Nombre común:
- Castellano: becabunga, berra, berraca, berraza, mata nueva, verónica berrera.[2]

Sinónimos:
- Veronica maresii Sennen
- Veronica tenerrima F.W.Schmidt[2]